# Calliostoma metivieri
Calliostoma metivieri là một loài ốc biển, là động vật thân mềm chân bụng sống ở biển thuộc họ Calliostomatidae.